# Leylinje
Leylinjer (efter engelska ortnamnsändelserna -leigh eller -ley, '-röjning') är en föreställning om att vissa platser förbinds genom speciella energilinjer. Teoribygget är vanligt i nyandliga kretsar och ses av den etablerade vetenskapen som pseudo- eller kvasivetenskap.
Bland anhängarna av dessa teorier tros leylinjer förmedla en form av "jordenergi". Denna energi, som ska löpa mellan olika kultplatser, påstås då kunna påvisas med hjälp av slagrutor och vinkelpekare (jämför jordstrålning). Fenomenet har dock inte kunnat beläggas med hjälp av vetenskapliga metoder.

## Historik
Begreppet leylinje (engelska Ley line) lanserades 1921 i samband med en föreläsning av amatörarkeologen Alfred Watkins (1855–1935). Fyra år senare beskrev han fenomenet mer i detalj i The Old Straight Track, en bok som fick stor uppmärksamhet bland amatörarkeologer och i kvasivetenskapliga sammanhang. Watkins påstod att han kunde leda i bevis det märkliga samband mellan olika arkeologiska monument som leylinjerna skulle förklara.
Orter som påstås knytas samman med leylinjer inkluderar förhistoriska kultplatser, monument av keltiskt ursprung och kyrkobyggnader på Brittiska öarna.
Intresset för leylinjer och tron på dess existens har spritts internationellt. I Sverige menar anhängare till teorin att leylinjer löper genom kyrkor som är resta innan 1750. De ska också utgå från äldre skeppssättningar – inklusive Ales stenar i sydöstra Skåne. En uppfattning är att en leylinje startar vid sten nummer nio på norra sidan av Ales stenar och att den via Dalby kyrka når fram till Lunds domkyrka.